# بندورف آن در راین
شهر بندورف آن در راین در ایالت راینلند-فالتز در کشور آلمان واقع شده است.